# Capella de Sant Vicent Ferrer d'Onda
La capella de Sant Vicent Ferrer d'Onda és un edifici cantoner entre el carrer de Sant Vicent i el carrer de la Moreria, en el barri de la Moreria.

## Història
La capella fou construïda en la segona meitat del segle xviii, l'altar en 1792 i la decoració de les parets interiors es va realitzar en 1875.
És un Bé de Rellevància Local amb la categoria de Monument d'Interès Local per la Disposició Addicional Quinta de la Llei 5/2007, de 9 de febrer, de la Generalitat Valenciana, del Patrimoni Cultural Valencià.

## Arquitectura
Edifici de planta central cobert amb cúpula sobre tambor octagonal amb finestres en les seues cares. La façana, amb queixals en els cantons, presenta dos cossos: l'inferior, tot de carreus, amb una senzilla portada d'arc recte, i el superior, centrat en una finestra, rodejada per arquitectures fingides hereues dels plantejaments arquitectònics de València, i amb un retaule ceràmic del sant. Corona la façana una cornisa mixtilínia rematada per una espadanya pilastrada amb frontó curvilini partit.
En l'interior, pilastres corínties en els cantons, i jòniques en el tambor, i l'altar emmarcat per quatre columnes corínties. Les petxines de la cúpula estan decorades amb sants de l'orde dels Dominics i les parets apareixen cobertes de pintures simulant marbres.

## Festivitat i tradicions
Segons la tradició, l'ermita fou construïda en el lloc en que predicà el sant, durant la seua visita, l'any 1412, al mig de l'aljama mudèjar, i prop del barri jueu, i aconseguí nombroses conversions.
Sant Vicent Ferrer és el patró del barri de la Moreria, i en el seu honor se celebren actes religiosos i festes populars com els bous al carrer i les revetlles.